# 19766 Katiedavis
19766 Katiedavis (2000 OH4) là một tiểu hành tinh vành đai chính được phát hiện ngày 24 tháng 7 năm 2000 bởi Nhóm nghiên cứu tiểu hành tinh gần Trái Đất phòng thí nghiệm Lincoln ở Socorro.